# Jörg Steinleitner

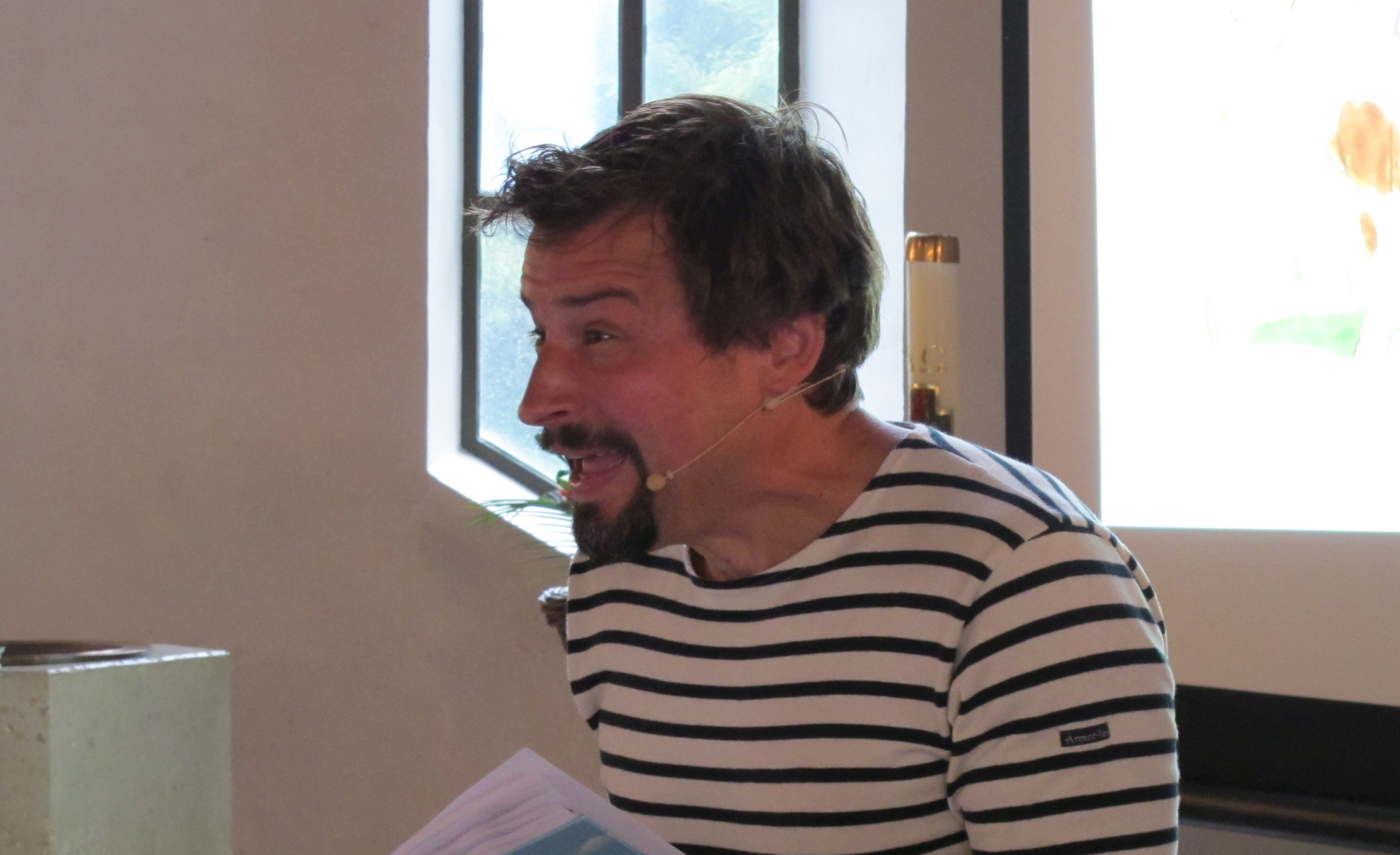
Jörg Steinleitner bei einer Lesung beim Literaturfest Grainau 2016

Jörg Steinleitner (* 28. April 1971 in Immenstadt im Allgäu) ist ein deutscher Schriftsteller, Journalist und Rechtsanwalt. Er verfasst (auch unter dem Pseudonym Felix Tanner) Erzählungen, Romane und Kolumnen. Seit 2020 ist er Bürgermeister der Gemeinde Riegsee im südlichen Oberbayern.

## Leben
Steinleitner zog im Alter von vier Jahren mit seinen Eltern von Stiefenhofen nach Paris, wo er den französischen Kindergarten und die Deutsche Schule Paris besuchte. 1980 kehrte die Familie nach Weiler im Allgäu zurück. Steinleitner besuchte das Gymnasium Lindenberg und schloss 1990 mit dem Abitur ab. Seinen Wehrdienst leistete er bei der Marine, wobei er zur Zeit des Golfkriegs auf einer Fregatte eingesetzt war. Steinleitner begann im Alter von 14 Jahren zu schreiben, als sein Vater starb. „Sein früher Tod hat mich geprägt, mein Leben wäre sonst sicher anders verlaufen“, zitierte ihn die Süddeutsche Zeitung in einem Porträt anlässlich seines Schriftsteller-Jubiläums 20 Bücher in 20 Jahren.
Steinleitner studierte in München Deutsch und Geschichte für das Lehramt an Gymnasien sowie Jura in Augsburg und München. Zudem absolvierte er die Journalistenschule der Donau-Universität Krems bei Wien und arbeitete in verschiedenen Berufen, als Bauarbeiter, Senn, Tennistrainer und Radiomoderator.
1998 veröffentlichte Steinleitner gemeinsam mit Matthias Edlinger seinen ersten Roman 205.293 Zeichen, der zunächst im Lagrev-Verlag, ein Jahr später dann bei Kiepenheuer & Witsch erschien. Von der Kritik wurde dieser Roman teils unter anderem wegen seiner Darstellung der Dominanz von Marken in den 1990er Jahren und seines Stils wegen der Popliteratur zugeordnet. Wegen der von Edlinger und Steinleitner gewählten Kombination aus „leicht konsumierbarem literarischem Road-Movie im Haupttext“ und der Einbringung der „historisch-kulturellen Dimension in Form von Schlagzeilen aus den 90ern in eine fortlaufende Fußzeile“ wird das Werk auch den neuen Archivisten zugerechnet.
Mit seinen weiteren Werken entfernte sich Steinleitner von diesen literarischen Wurzeln. 2001 erschien die Reiseerzählung Sewastopol Sekond Hend, 2004 der Roman Hirschfänger (Co-Autor: Edlinger), eine Art moderner Heimatroman, verbunden mit Elementen des Kriminalromans. 2007 veröffentlichte Steinleitner den Doku-Krimi Der Fall Augustin Stiller. Während der Recherchen für dieses Buch löste Steinleitner auch den wahren Kriminalfall, dokumentiert im SZ-Magazin, auf dem es basiert. Steinleitner legt viel Wert auf die Konzeption seiner Lesungen. Seinen Krimi Tegernseer Seilschaften (2. Platz bei der Wahl zum Krimi-Publikumspreis des deutschen Buchhandels „Mimi“) präsentiert er gemeinsam mit der Schauspielerin Victoria Mayer und dem Filmkomponisten und Musiker Helmut Sinz. Dessen Klangarrangements unter Einsatz „abenteuerlicher Werkzeuge“ wie Rasierapparat oder Luftballon und von Instrumenten wie Akkordeon oder Kalimba machen die Lesungen zu überraschenden Hörerlebnissen. Die Anne-Loop-Krimis spielen am Tegernsee. Die Familie des Autors stammt vom Tegernsee, einer seiner Vorfahren war Kapitän eines Tegernsee-Schiffs. Steinleitner ist Mitglied des Syndikats.
Von 2004 bis 2009 fungierte Steinleitner als Redaktionsleiter der Zeitschrift Buchszene. 2009 bis 2015 schrieb er die Kolumne „Juristen-Knigge“ in der monatlich erscheinenden Zeitschrift Life & Law. Im selben Magazin betreute er die Interviewserie „vorDenker“. Gemeinsam mit Matthias Edlinger gibt Steinleitner die Edition Die Garnitur im Lagrev-Verlag heraus, in der u. a. die Bücher des Münchner Schriftstellers und Kolumnisten Michael Sailer erscheinen. 2012 war Steinleitner Moderator von lieblingsautor.tv, einem Interview-Format im Onlinefernsehen, in dem er bekannte Schriftsteller wie Jörg Maurer und Rita Falk zu ihrem Leben und Werk befragte. Seit 2013 ist Steinleitner Chefredakteur des Online-Magazins buchszene.de, das neben Lovelybooks und perlentaucher.de zu den Top-3-Buchempfehlungsplattformen im deutschsprachigen Internet zählt. Außerdem ist er Autor der Kolumne „Steinleitners Woche“.
2016 veröffentlicht Steinleitner sein erstes Kinderbuch Juni im Blauen Land, das er gemeinsam mit seiner 12-jährigen Tochter Jona Steinleitner verfasst hat. Die szenischen Lesungen aus dem im Arena Verlag erschienenen, von Ulla Mersmeyer illustrierten Buch, umrahmt das Vater-Tochter-Duo mit Akkordeonmusik, Gesang und einem Mitmach-Quiz. 2020 begann der Autor mit Die Barfuß-Bande und die geklaute Oma eine neue Kinderbuchserie. Das Werk erschien auch in einer russischsprachigen Ausgabe und ist damit das erste Buch Steinleitners, das in eine andere Sprache übersetzt wurde. 2021 erschien die Fortsetzung Die Barfuß-Bande und die Reise über alle Berge. Beide Bücher wurden von der Illustratorin Daniela Kohl illustriert, die mit der Reihe Lotta-Leben bekannt wurde.
Steinleitner ist Gründer des Stiftungsvereins für Leben und Kultur e. V., der kulturelle und existenzielle Projekte fördert.
Der Autor lebt mit seiner Familie in München und Riegsee im Blauen Land. Er ist der Bruder des DJs Yves Murasca.

## Politik
Am 15. März 2020 wurde Jörg Steinleitner zum Bürgermeister der Gemeinde Riegsee gewählt.

## Auszeichnungen
- 2021 Kinderhörbuch-Publikumspreis HÖRkulino - Shortlist-Nominierung für Die Barfuß-Bande und die geklaute Oma[18]
- 2021 Gewinner im Wettbewerb "Demokratisch handeln" mit Schüler-Kunstprojekt Das wird man ja wohl noch sagen dürfen[19][20]
- 2019 Murnauer Demokratiepreis mit Schüler-Kunstprojekt Die Menschenrechtsbänke und ihre Geschichten[21]
- 2018 „Bayern 2 Favorit“ für Juni und der Honigdieb
- 2016 Hörbuch des Monats junior für Juni im Blauen Land
- 2012 Silbermedaille im Literarischen Wettbewerb der Gastronomischen Akademie Deutschlands (PDF; 1,9 MB)
- 2011 2. Platz bei der Wahl zum Krimi-Publikumspreis des deutschen Buchhandels MIMI[22]
- 2008 Preis des Type Directors Club New York für "Typographic Excellence" (mit Sonnervallée Design) für Erstausgabe des Doku-Krimis Der Fall Augustin Stiller

## Bücher
- 205.293 Zeichen. Roman (mit Matthias Edlinger) (Verlag Kiepenheuer & Witsch, 1998) ISBN 3-462-02852-9 und ISBN 3-929879-07-7
- Sabrinas Busen. In: Kerstin Gleba, Rudolf Spindler: Freistunde. (Kiepenheuer & Witsch, 1999) ISBN 3-462-02849-9
- Deo. Kurzgeschichten (als Herausgeber mit Edlinger) (Lagrev-Verlag, 2000) ISBN 3-929879-08-5
- Sewastopol Sekond Hend. Unsachliche Beobachtungen an hochhackigen Stakselfrauen, Wodka und Tataren. Reiseerzählung (Lagrev-Verlag, 2001) ISBN 3-929879-04-2
- Der Referendar. Kolumnen (Hemmer/Wüst Verlag 2003) ISBN 3-89634-390-4
- Sommerwiesentraum. Kurzgeschichten (als Herausgeber mit Gerd Fennefrohn) (Lagrev-Verlag, 2004) ISBN 3-929879-28-X
- Hirschfänger. Roman (mit Edlinger) (Lagrev-Verlag, 2004) ISBN 3-929879-09-3
- Der Rechtsanwalt. Kolumnen (Hemmer/Wüst Verlag, 2006) ISBN 3-89634-650-4
- Der Fall Augustin Stiller. Doku-Krimi mit Nachwort von Friedrich Ani (Lagrev-Verlag, 2007) ISBN 978-3-929879-03-2
- Boxershortstories. Kurzgeschichten (als Herausgeber mit Gerd Fennefrohn) (Lagrev-Verlag, 2008) ISBN 978-3-929879-72-8
- Der Jurist. Kolumnen (Hemmer/Wüst, 2009) ISBN 978-3-89634-944-6
- Tegernseer Seilschaften. Ein Fall für Anne Loop. Kriminalroman (Piper Verlag, 2010) ISBN 978-3-492-25787-9
- Paradies. Kurzkrimi, in: Sabine Thomas: Tod am Starnberger See (Gmeiner Verlag, 2010) ISBN 978-3-8392-1103-8
- Wildenwarter Leichenschmaus. Kurzkrimi, in: Jobst Schlennstedt: Mörderischer Chiemgau (Pendragon Verlag, 2011) ISBN 978-3-86532-252-4
- Der Tag, an dem Ming Maier nach Sushi fragte. Kurzkrimi, in: Tessa Korber: Fiese Morde in der Provinz (Ars Vivendi Verlag, 2011) ISBN 978-3-86913-059-0
- Mörderwinkel. Ein Fall für Anne Loop. Kurzkrimi, in: Sabine Thomas: Tod am Tegernsee (Gmeiner Verlag, 2011) ISBN 978-3-8392-1195-3
- iKill. Mord in Dosen. Kurzkrimi (Ars Vivendi Verlag, 2012) EAN 4250364112604
- Aufgedirndlt. Ein Fall für Anne Loop. Kriminalroman (Piper Verlag, 2012) ISBN 978-3-492-27293-3
- Heimat auf dem Teller. Kulinarisches Erlebnisbuch mit Rezepten (Tre Torri Verlag, 2012) ISBN 978-3-941641-11-2
- Räuberdatschi. Ein Fall für Anne Loop. Kriminalroman (Piper Verlag, 2013) ISBN 978-3-492-30241-8
- Die Vermessung der Weißwurst. Ein kulturelles Überlebenstraining für Bayern-Besucher. Essay in: Moritz Freiherr Knigge, Jörg Steinleitner u. a.: Die Kunst des höflichen Reisens (mvg Verlag, 2013) ISBN 978-3-86882-463-6
- Der Tod des Pinguins. Kurzkrimi in: Petra Nacke, Friedrich Ani u. a.: Leiche sucht Autor (Ars Vivendi Verlag, 2013) ISBN 978-3-86913-275-4
- Es geht auch Grand Marnier. Kurzgeschichte in: Gisa Pauly: Schöne Bescherung (Piper Verlag, 2013) ISBN 978-3-492-30423-8
- Hirschkuss. Ein Fall für Anne Loop. Kriminalroman (Piper Verlag, 2014) ISBN 978-3-492-30242-5
- Maibock. Ein Fall für Anne Loop. Kriminalroman (Piper Verlag, 2015) ISBN 978-3-492-30607-2
- Juni im Blauen Land. Kinderbuch (mit Jona Lilla Steinleitner) (Arena Verlag, 2016) ISBN 978-3-401-60150-2
- Die Illuminaten von Lüdenscheid. Kurzkrimi in: H.P. Karr, Herbert Knorr, Sigrun Krauß: Glaube.Liebe.Leichenschau. Mord am Hellweg VIII (Grafit Verlag, 2016) ISBN 978-3-89425-474-2
- Ambach – Die Auktion/Die Tänzerin. Band 1 und 2 der 6-teiligen Krimiserie (mit Matthias Edlinger) (Piper Verlag, 2017) ISBN 978-3-492-31032-1
- Ambach – Die Deadline/Das Strandmächen. Band 3 und 4 der 6-teiligen Krimiserie (mit Matthias Edlinger) (Piper Verlag, 2017) ISBN 978-3-492-31033-8
- Ambach – Die Suite/Die Falle. Band 5 und 6 der 6-teiligen Krimiserie (mit Matthias Edlinger) (Piper Verlag, 2017) ISBN 978-3-492-31034-5
- Schickst du mir Foto von sie. Kurzgeschichte in: Hape Kerkeling, Gisa Pauly, Bruno Jonas, Kai Strittmatter, Georg M. Oswald, Manuel Andrack, Su Turhan, Andreas Altmann u. a.: Wir haben die Wahl. Warum wir gerade jetzt für unsere Freiheit einstehen sollten (Piper Verlag, 2017) ISBN 978-3-492-05881-0
- Juni und der Honigdieb. Kinderbuch (mit Jona Lilla Steinleitner) (Arena Verlag, 2018) ISBN 978-3-401-60298-1
- Blutige Beichte. Der LKA-Präsident ermittelt. Kriminalroman (Piper Verlag, 2018) ISBN 978-3-492-31135-9
- Ich bin doch auch nur ein Mensch. Menschenrechts-Kurzgeschichten von Schülerinnen und Schülern (als Herausgeber mit Silke Engel) (2018), ohne Verlag[23]
- Tod im Abendrot. Der LKA-Präsident ermittelt. Kriminalroman (Piper Verlag, 2019) ISBN 978-3-492-31433-6
- Die Barfuß-Bande und die geklaute Oma. Kinderkrimi (Illustration: Daniela Kohl) (Arena Verlag, 2020) ISBN 978-3-401-60475-6
- Gummistiefelyoga. Roman (als Felix Tanner) (Piper Verlag, 2020) ISBN 978-3-492-31564-7
- Das wird man ja wohl noch sagen dürfen. Kurzgeschichten aus dem Herzen der Friday-for-Future-Generation (als Herausgeber mit Verena Oswald, Richard Mohr) (Lagrev-Verlag, 2020) ISBN 978-3-929879-75-9
- Die Barfuß-Bande und die Reise über alle Berge (Band 2). Kinderkrimi (Illustration: Daniela Kohl) (Arena Verlag, 2022) ISBN 978-3-401-60622-4
- Die Oma-Bande - Detektive mit Spürschwein. Kinderkrimi (Illustration: Daniela Kohl) (Arena Verlag, 2025) ISBN 978-3-401-60814-3

## Hörbücher
- Sewastopol Sekond Hend. Hörbuch (Lagrev-Verlag, 2002) ISBN 3-929879-50-6
- Aufgedirndlt. Ein Fall für Anne Loop. Hörbuch (Lagato Verlag, 2013) ISBN 978-3-942748-37-7
- Räuberdatschi. Ein Fall für Anne Loop. Hörbuch (Lagato Verlag, 2013) ISBN 978-3-942748-38-4
- Mörderwinkel. Kurzkrimi auf: Jörg Maurer, Andreas Föhr, Oliver Pötzsch u. a.: Heiliger Zorn. Hörbuch (2013) ISBN 978-3-86804-333-4
- Hirschkuss. Ein Fall für Anne Loop. Hörbuch (Lagato Verlag, 2014) ISBN 978-3-942748-50-6
- Maibock. Ein Fall für Anne Loop. Hörbuch (Lagato Verlag, 2015) ISBN 978-3-942748-66-7
- Juni im Blauen Land. Kinderhörbuch (mit Jona Lilla Steinleitner) (Arena Verlag, 2016) ISBN 978-3-401-24026-8
- Ambach – Die Auktion/Die Tänzerin. Hörbuch (mit Matthias Edlinger, gesprochen von Alexander Duda) (audio media, 2017) ISBN 978-3-95639-234-4
- Ambach – Die Deadline/Das Strandmädchen. Hörbuch (mit Matthias Edlinger, gesprochen von Alexander Duda) (audio media, 2017) ISBN 978-3-95639-236-8
- Ambach – Die Falle/Die Suite. Hörbuch (mit Matthias Edlinger, gesprochen von Alexander Duda) (audio media, 2017) ISBN 978-3-95639-238-2
- Blutige Beichte – Der LKA-Präsident ermittelt. Hörbuch, gesprochen von Hans Jürgen Stockerl (audio media, 2018) ISBN 978-3-95639-367-9
- Die Barfuß-Bande und die geklaute Oma. Kinderhörbuch (Illustration: Daniela Kohl), gesprochen von Karl Menrad (JUMBO Verlag, 2020) ISBN 978-3-8337-4149-4

## Radio-Features
- Das Phänomen des Wartens an der Supermarkt-Kassenschlange (mit Simone Schriefer), ORF 2006
- Freuds Couch packt aus (mit Christian Moser (Comiczeichner), Simone Schriefer), ORF 2006
- Liebeskummer (mit Simone Schriefer), ORF 2007